# Joan Peytaví i Deixona
Joan Peytaví i Deixona (Perpinyà, 1 d'abril del 1968) és un historiador, catedràtic, professor, investigador i divulgador català. Natural de Forques (Rosselló) i d'ascendència vallespirana, va cursar la llicenciatura en Història a la Universitat de Perpinyà Via Domícia. Posteriorment, va cursar estudis de màster a la Universitat Paul Valéry de Montpeller i es doctorà altra volta a Perpinyà. Va exercir durant molts anys de professor a un institut de la vila de Ceret, abans d'esdevenir catedràtic a l'Institut Franco-Català Transfronterer.
Ha desenvolupat una importantíssima labor com a investigador i divulgador, i ha destacat especialment en els camps de l'onomàstica, la toponímia, la demografia i la sociolingüística.
És membre numerari de la Secció Filològica de l'Institut d'Estudis Catalans del 2005 ençà.

## Obra
Els seus títols més rellevants inclouen:
- La família nord-catalana: Matrimonis i patrimonis (s. XVI-XVIII)
- Catalans i occitans a la Catalunya del Nord moderna (comtats de Rosselló i Cerdanya, s. XVI-XVII)
- El manual de 1700 de Jaume Esteve, notari de Perpinyà
- Evolució demogràfica i catalanitat a la Catalunya del Nord contemporània: una reflexió actual sobre clixés i realitats
- Els noms de família a la muntanya nord-catalana del segle xviii. Elements per a una geografia dels patrònims
- Antroponímia, poblament i immigració a la Catalunya moderna: De la identitat patronímica als comtats catalans (s. XVI-XVIII)